# Zamboangabulbyl
Zamboangabulbyl (Hypsipetes rufigularis) är en fågel i familjen bulbyler inom ordningen tättingar.

## Utseende och läte
Zamboangabulbylen är en medelstor fågel med mörkbrun ovansida, gråbrunt streckat huvud, vitt på buken och under stjärtroten samt varmt rödbrunt på strupe, kind och bröst. Den relativt kraftiga näbben är svart. Arten är något lik gulflikig bulbyl, men saknar dennas tofs och den tydliga gula ögonringen. Bland lätena hörs ljudliga, pulserande "picha! picha! picha!" följd av medeldjupa melodiska toner.

## Utbredning och systematik
Fågeln förekommer i södra Filippinerna (Basilan och Zamboangahalvön på västra Mindanao). Den behandlas som monotypisk, det vill säga att den inte delas in i några underarter.

## Levnadssätt
Zamboangabulbylen hittas i bergsnära skogar och skogsbryn.

## Status
Zamboangabulbylen har ett rätt litet utbredningsområde, där den numera är fåtalig och förmodligen minskar i antal till följd av habitatförlist. Den tros därför ha en relativt liten världspopulation. IUCN kategoriserar arten som nära hotad.